# Max von Oberleithner
Max Heinrich Edler von Oberleithner (11. července 1868, Šumperk – 5. prosince 1935 tamtéž) byl česko-rakouský právník, výrobce textilu, hudební skladatel a dirigent.

## Život
Max von Oberleithner byl synem textilního průmyslníka Karla von Oberleithnera.
Byl ženatý s Vilmou.
V letech 1890–1895 byl soukromým studentem Antona Brucknera na doporučení Felixe von Mottla. V roce 1892 získal doktorát z práv na Vídeňské univerzitě a v témže roce mu Bruckner věnoval svou skladbu Žalm 150.
V roce 1895 se stal divadelním kapelníkem v českých Teplicích a o rok později odešel do Düsseldorfu, kde také rok působil jako divadelní dirigent. V roce 1897 se vrátil do Vídně a jelikož byl jako továrník finančně nezávislý, mohl se soustředit na klasickou hudbu.
V roce 1912 zhudebnil román Pierra Louÿse Afrodita s ohledem na angažmá Marie Jeritzy ve vídeňské Dvorní opeře. O čtyři roky později vytvořil svou nejúspěšnější operu Železný spasitel (něm. Der eiserne Heiland).
Oberleitner dohlížel na tisk Brucknerovy 8. symfonie v roce 1892 a spolu s Josephem Schalkem provedl některé změny. Dnes jsou často svévolné úpravy děl Antona Brucknera jeho studenty, jako byl již zmíněný Joseph Schalk, jeho bratr Franz a Ferdinand Löwe, nahlíženy mimořádně kriticky.

## Dílo

### Opery
- 1899: Erlöst
- 1901: Ghitana
- 1908: Abbé Mouret
- 1912: Aphrodite
- 1914: La Vallière
- 1916: Der eiserne Heiland (Uraufführung: Wiener Volksoper, 20. ledna 1917)
- 1919: Cäcilie
- 1920: Das Heidentor (Pohanská brána)

### Spisy
- Max von Oberleithner: Meine Erinnerungen an Anton Bruckner. Regensburg 1933.